# چیموخوویزنا
چیموخوویزنا (به لهستانی:  Cimochowizna) یک روستا در لهستان است که در گمینا سوواوکی واقع شده‌است.